# Fernsehpreis der Österreichischen Erwachsenenbildung

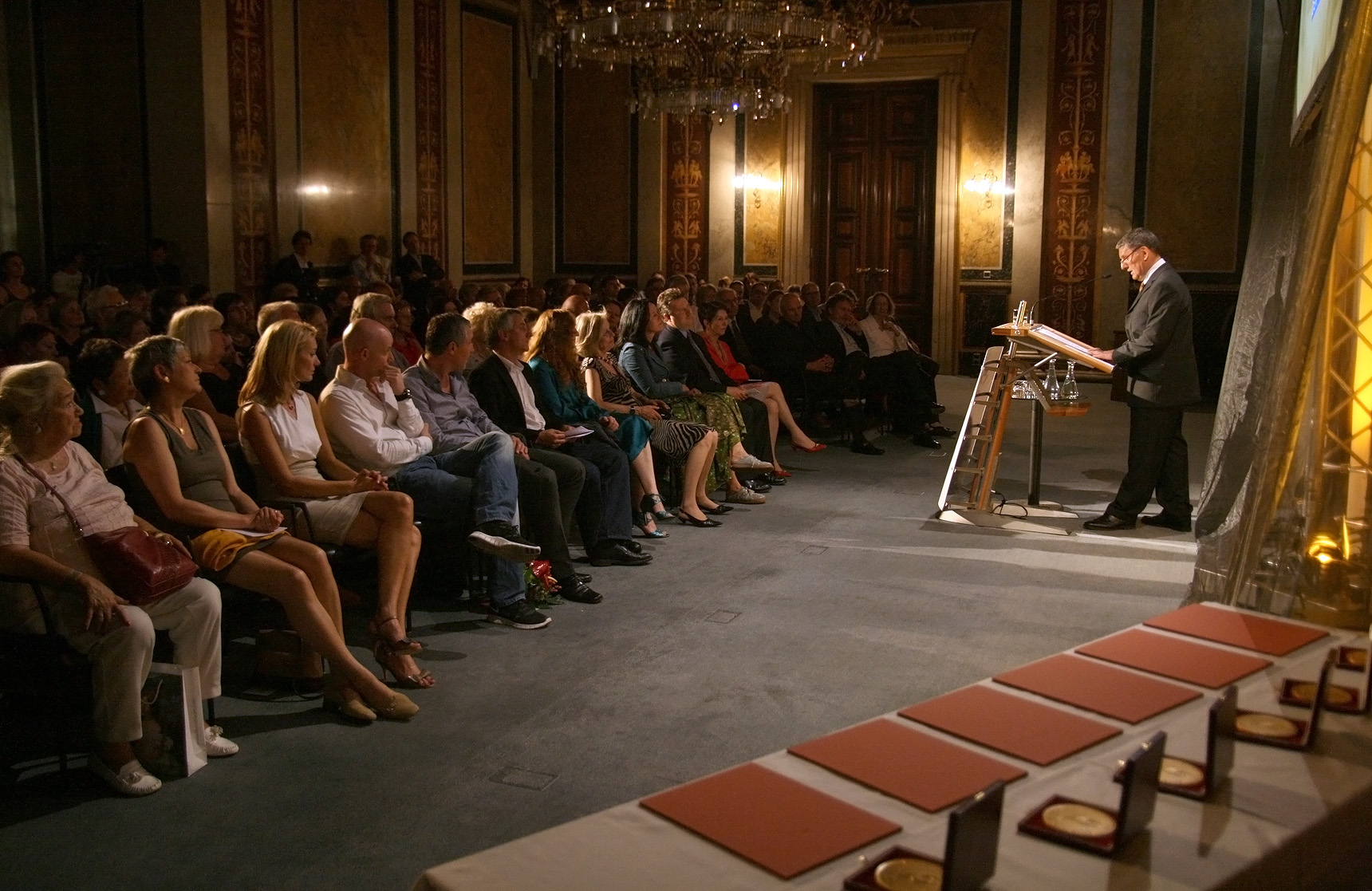
Wilhelm Filla bei der 43. Preisverleihung im Budgetsaal des Wiener Parlamentsgebäudes

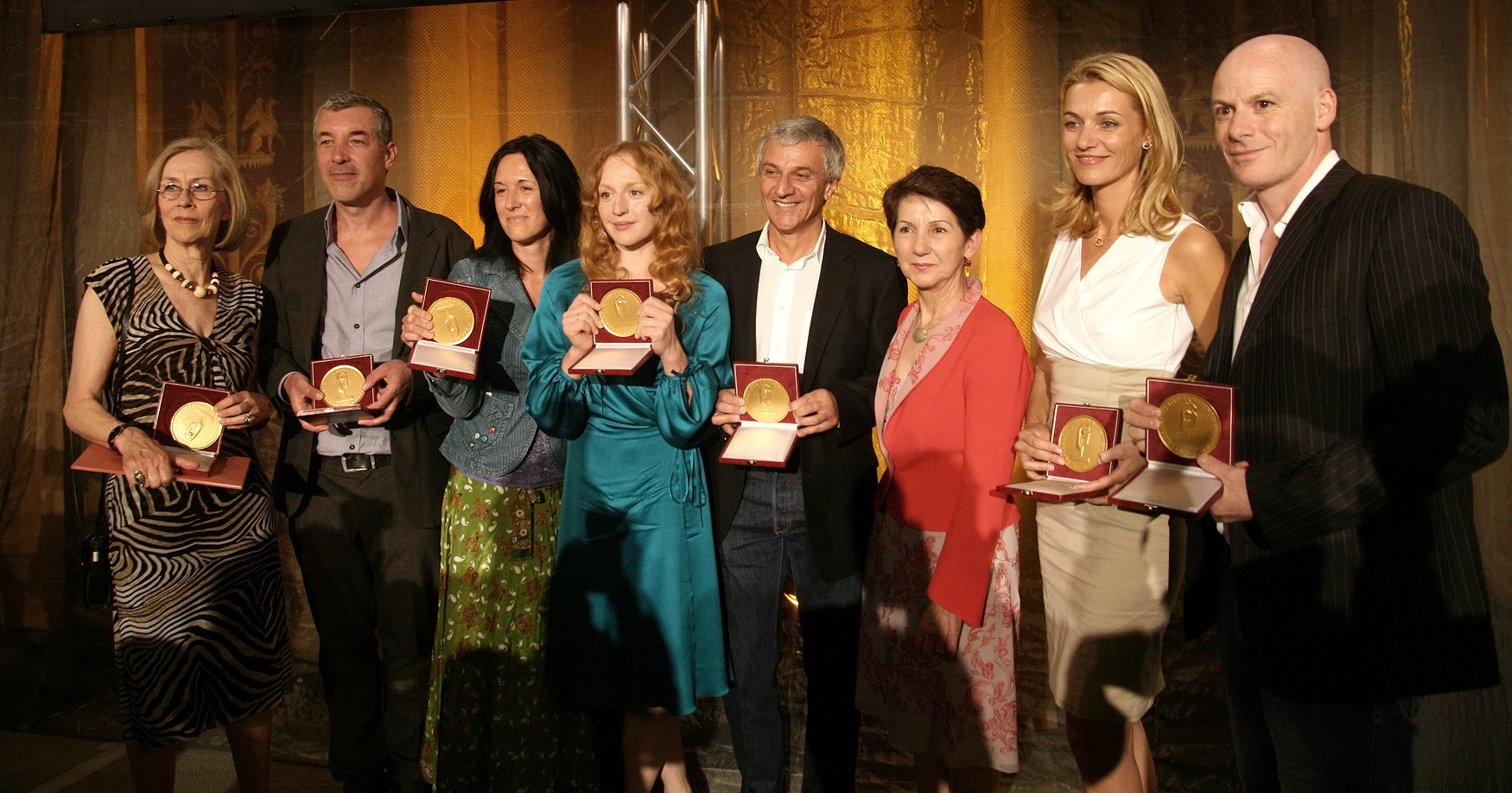
Preisträger des Fernsehpreises der Österreichischen Erwachsenenbildung für das Jahr 2010

Der Fernsehpreis der Österreichischen Erwachsenenbildung wird für österreichische Produktionen oder Produktionen, bei denen österreichische Sender maßgeblich beteiligt sind, inklusive Auftrags- und Koproduktionen österreichischer Sender vergeben, die nach Inhalt und Form (künstlerische Gestaltung und fernsehgerechte Darbietung) erwachsenenbildnerisch besonders wertvoll sind.
Der seit 1967 verliehene Preis in den drei Sparten Dokumentation, Fernsehfilm und Sendereihe wird von der Arbeitsgemeinschaft Bildungshäuser Österreich (ARGE BHÖ), vom Büchereiverband Österreichs (BVÖ), vom Verband Österreichischer Volkshochschulen (VÖV) und vom Wirtschaftsförderungsinstitut der Wirtschaftskammer Österreich (WIFI) verliehen. Die preisstiftenden Verbände haben für 1996 erstmals zusätzlich einen Preis der Jury vergeben, der seit der Verleihung für 1997 Axel-Corti-Preis genannt wird.
Die Jury besteht aus Journalisten von Printmedien sowie je zwei Vertretern der preisstiftenden Verbände. Der VÖV führt den Vorsitz. Seit 1994 wird die Preisverleihung mit Unterstützung des ORF durchgeführt, da man einen festlicheren und aufwendigeren Rahmen wollte.

## Preisträger

### 1967–1970
- 1967
  - Hellmut Andics für 15. Juli 1927
  - Eduard von Borsody für Auf den Spuren von Joseph Roth
  - Marcel Prawy für Der Opernführer: Madame Butterfly
  - Dieter Wittich für die Bildgestaltung von Joseph Roth, Macht und Geheimnis der Kathedralen und Das Marchfeld

- 1968
  - Rudolf Lehr für den Beitrag Taubstummenerziehung
  - Hugo Portisch für Kommentar zum Zeitgeschehen
  - Karl Stanzl für Zu Gast bei Christine Lavant

- 1969
  - Claus Gatterer für Menschen und Verträge (Südtirol – 50 Jahre nach St. Germain)
  - Edmund Hammer für Telegalerie: Der Goldschatz
  - Walter Schiejok für den Horizonte-Beitrag Gehirngeschädigte Kinder!

- 1970
  - Rudolf Henz für Rebell in der Soutane
  - Peter Lodynski für Gschichten aus Wien! Waast! Net! Verstehst!
  - Kurt Tozzer für den Horizonte-Beitrag Überleben

### 1971–1980
- 1971
  - Axel Corti (Regie) und Kurt Weinzierl (Titelrolle) Der Fall Jägerstätter
  - Wulf Flemming für Fünf Frauen: Beispiele zur Emanzipation
  - Erich Krois für Picasso – Entwicklung und Eigenart

- 1972
  - Arnulf Jörg Eggers für Der letzte Werkelmann
  - Friedrich Hansen-Löve und Janko Musulin für Welt des Buches
  - Otto Kamm für Albrecht Dürer – das Rosenkranzfest

- 1973
  - Heide Pils für Behindert
  - Georg Stefan Troller für Ein junger Mann aus dem Innviertel
  - Lida Winiewicz für Elternschule

- 1974
  - Lore Geisler für Gesundheit in eigener Hand. Die akzeptierte Droge Tabak.
  - Kurt Grotter für 12. Februar 1934
  - Helmut Voitl für Planquadrat III

- 1975
  - Dieter Berner für Wo sein Wäsch
  - Arnulf Jörg Eggers für Wir müssen alles tun… (behinderte Kinder)
  - Edwin Zbonek für Korczak und die Kinder

- 1976
  - Florian Kalbeck für Frau Gerti
  - Georg Stefan Troller für Der junge Freud
  - Rosemarie Kern für die Reihe Steckbrief

- 1977
  - Karin Brandauer für Im Zwischenreich der Dämmerung
  - Fritz Habeck für Wohin wir gehen
  - Harald Sterk und Werner Wöss für Die unerfüllte Hoffnung – Jugendstil

- 1978
  - Michael Kehlmann für Hiob
  - Walter Davy für Davon habe ich nichts gewußt – Dokumentation Mauthausen
  - Erich Zdenek für Praxis oder: Fragen Sie Ihre Kinder

- 1979
  - Peter Turrini, Wilhelm Pevny und Dieter Berner für Alpensaga – Der Deutsche Frühling
  - Thomas Pluch und Fritz Lehner für Das Dorf an der Grenze
  - Marcel Prawy für Auf den Spuren des Rosenkavaliers

- 1980
  - E.A. Richter und Lucky Stepanik für Im Büro kannst a vom Sessel fallen
  - Wolfgang G. Fischer und John Goldschmidt für Egon Schiele
  - Hans Magenschab für Juden in Österreich

### 1981–1990
- 1981
  - Rosa Jochmann und Dr. Edeltraud Brandstaller-Keller für den Prisma-Beitrag Rosa Jochmann
  - Hans Weiss und Kurt Langbein für Irre Welt – Psychiatrie 81
  - Alfred Pittertschatscher für Schulgeschichten – der Lehrer von Haid

- 1982
  - ausgesetzt

- 1983
  - Axel Corti für Herrenjahre
  - Hugo Portisch und Sepp Riff für Österreich II
  - Elizabeth T. Spira und Kurt Langbein für den Teleobjektiv-Beitrag Der Archipel Mauthausen

- 1984
  - Peter Nausner für Unwertes Leben
  - Zeljko Kozinc, Hellmut Andics, Marjan Ciglic und Manfred Lukas-Luderer für Julius Kugy
  - Elisabeth Guggenberger und Helmut Voitl für Bruder Baum

- 1985
  - Barbara Coudenhove-Kalergi und Karl Stipsicz für Gründerzeit in Ungarn
  - Axel Corti und Georg Stefan Troller für Welcome in Vienna den 3. Teil der Trilogie Wohin und zurück
  - Burgl Czeitschner für Hilfe für krebskranke Kinder

- 1986
  - Edeltraud Brandstaller-Keller für Juden heute in Wien
  - Krista Fleischmann für Thomas Bernhard: Die Ursache – bin ich selbst
  - Fritz Lehner und Udo Samel für Mit meinen heißen Tränen

- 1987
  - Susanne Zanke für Eine Minute Dunkel macht uns nicht blind
  - Felix Mitterer und Heide Pils für Das rauhe Leben
  - Elizabeth T. Spira für Trostlos auf der Walz aus Alltagsgeschichte

- 1988
  - Karin Brandauer (Regie) und Helmut Pirnat (Kamera) für Einstweilen wird es Mittag
  - Werner Mück für Salzburg der Mustergau

- 1989
  - Andreas Gruber für Schalom, General
  - Elisabeth Guggenberger und Helmut Voitl für Russkij Chleb – Russisches Brot
  - Andreas Novak und Michael Klonfar für Hohes Haus – extra – Ein Toter führt uns an
  - Helmut Pfitzner für Hohes Haus
  - Karin Brandauer und Felix Mitterer für Verkaufte Heimat

- 1990
  - Karin Brandauer und Erich Hackl für Sidonie
  - Elisabeth Guggenberger und Helmut Voitl für Demokratie – tot oder lebendig
  - Krista Fleischmann und Ernst Jandl für Ich sein Sprachenkunstler

### 1991–2000
- 1991
  - Thomas Baum und Berthold Mittermayr für Im Dunstkreis
  - Berndt Ender und Julieta Rudich für Festung Europa
  - Brita Steinwendtner für Schreiben ist Sterben lernen

- 1992
  - Walter Wippersberg für Das Fest des Huhnes
  - Elizabeth T. Spira  für die Alltagsgeschichte Die verflixten Nachbarn
  - Das Team von Countdown für das Umweltmagazin Countdown

- 1993
  - Dokumentation: Herbert Link für Die gewisse Zeit
  - Fernsehfilm: Michael Haneke für Die Rebellion
  - Sendereihe: Heinrich Mis für Kunst-Stücke

- 1994
  - Dokumentation: Bernhard Bamberger für Aktion K
  - Fernsehfilm: Gernot Roll und Axel Corti (posthum) für Radetzkymarsch
  - Sendereihe: Kurt Mündl für Universum: Ein ganz alltägliches Monster

- 1995
  - Dokumentation: Lutz Maurer und Hans Peter Stauber für Der alte Mann und die Berge
  - Sendereihe: Peter Resetarits und Christian Schüller für Am Schauplatz

- 1996
  - Dokumentation: Ulrich Seidl für Bilder einer Ausstellung
  - Sendereihe: Werner Mück und Alfred Payrleitner für Modern Times
  - Preis der Jury: Josef Broukal

- 1997
  - Dokumentation: Johannes Neuhauser für Dom Erwin Kräutler
  - Fernsehfilm: Michael Haneke für Das Schloß
  - Sendereihe: ORF-Minderheitenredaktion für Heimat, fremde Heimat

- 1998
  - Dokumentation: Elisabeth Scharang für Eltern vor Gericht – Kinder klagen an und Schweigen und erinnern
  - Sendereihe: Die Redaktion für Orientierung sowie Walter Köhler und Werner Fitzthum für Universum

- 1999
  - Dokumentation: Robert Altenburger und Christoph Feurstein für Die Kinder vom Spiegelgrund
  - Fernsehfilm: Egon Humer für Matura Teil 1 und 2
  - Sendereihe: Werner Mück für die Redaktion Brennpunkt, Maria Magdalena Koller für die Brennpunkt-Dokumentation – Kommando Zwangsarbeit, Andreas Novak für die Brennpunkt-Dokumentation – Blutiger Februar 1934

- 2000
  - Dokumentation: Paul Lendvai und Helene Maimann für Kreisky – Licht und Schatten einer Ära
  - Fernsehfilm: Ulrich Seidl für Models
  - Sendereihe: Religionsmagazin Kreuz & Quer. Für die Redaktion übernahmen Franz Grabner als verantwortlicher Redakteur und Gerhard Klein als Leiter der Hauptabteilung Religion im ORF den Preis.

### 2001–2010
- 2001
  - Dokumentation: Emily Artmann und Katharina Copony für ‘der wackelatlas’ – sammeln und jagen mit H. C. Artmann
  - Fernsehfilm: Susanne Freund, Harald Sicheritz und Heinz Rudolf Unger für Zwölfeläuten
  - Sendereihe: für die Redaktion Feierabend Doris Appel

- 2002
  - Dokumentation: Michael Fischer-Ledenice für dasdasistdasdas – Otto M. Zykan – Herr der Wörter und Kompositeur – Ein Essay
  - Fernsehfilm: Peter Patzak, Alfred Paul Schmidt und die epo-Filmproduktion für Die Wasserfälle von Slunj
  - Sendereihe: Die Redaktionen  von Heimat, fremde Heimat und  Orientierung

- 2003
  - Dokumentation: Elisabeth Guggenberger und Helmut Voitl für Null Acht Vierzig – Das Spiel des Lebens
  - Kultur: Barbara Rett und Martin Traxl für Treffpunkt Kultur.
  - Film: Jo Baier für Drehbuch und Regie des Films Schwabenkinder

- 2004
  - Dokumentation: Peter Liska für Am Schauplatz: Helfer in Not
  - Sendereihe Thomas Maurer für Lesen mit Thomas Maurer und Alfred Dorfer und Florian Scheuba sowie der Regisseur David Schalko für Dorfers Donnerstalk
  - Film: Michael Kreihsl für die Regie und Walter Wippersberg für das Buch der Literaturverfilmung Mein Vater, meine Frau und meine Geliebte nach Motiven des Romans Der arme Verschwender von Ernst Weiß

- 2005
  - Dokumentation: Kurt Palm für Der Schnitt durch die Kehle oder Die Auferstehung des Adalbert Stifter
  - Fernsehfilm: Mein Mörder an Elisabeth Scharang für Buch und Regie, Michael Scharang als Co-Autor für das Buch und Veit Heiduschka von der Wega Film als Produzent
  - Sendereihe: Kreuz&Quer an den Sendungsverantwortlichen Christoph Guggenberger und für die Präsentation an Doris Appel

- 2006
  - Dokumentation: Nachtschicht Kultur: Karin Berger, Ceija Stojka für Unter den Brettern hellgrünes Gras
  - Fernsehfilm: Heinrich Ambrosch, Johanna Hanslmayr, Heinrich Mis für 8×45 – Die ORF-Mystery-Filmreihe
  - Sendereihe: Robert Buchschwenter, Lukas Maurer für Oktoskop

- 2007
  - Dokumentation: Menschen & Mächte: Jutta Grylka für Der Contergan-Skandal: Die Opfer – Die Folgen
  - Fernsehfilm: Karl Markovics, Elisabeth Scharang für Franz Fuchs – Ein Patriot
  - Sendereihe: Radovan Grahovac, Matija Serdar für Nebenan – Roma in Wien

- 2008
  - Dokumentation: Kurt Brazda, Rudolf Gelbard für Der Mann auf dem Balkon: Rudolf Gelbard
  - Dokumentation: Ingrid Ahrer, Martin Polasek für Reise zum unerforschten Grund des Horizonts
  - Fernsehfilm: Uli Brée, Rupert Henning, Wolfgang Murnberger für Der schwarze Löwe
  - Sendereihe: Gerhard Jelinek für Menschen & Mächte spezial

- 2009
  - Dokumentation: Menschen & Mächte: Peter Liska für Die Ungehorsamen
  - Dokumentation: dok.film: Atanas Georgiev für Cash & Marry
  - Fernsehfilm: Matthias Habich, Josef Hader, Nikolaus Leytner, Franziska Walser für Ein halbes Leben
  - Sendereihe: Sophia Kaiserseder, Sandra Mrkwa, Manuela Raidl für Talk of Town

- 2010
  - Dokumentation: Am Schauplatz: Ed Moschitz für Am rechten Rand
  - Fernsehfilm: Dagmar Hirtz (Regie), Brigitte Hobmeier (Hauptdarstellerin) und Peter Probst (Drehbuch) für Die Hebamme – Auf Leben und Tod
  - Sendereihe: Barbara Essl und Thomas Rottenberg für literaTOUR

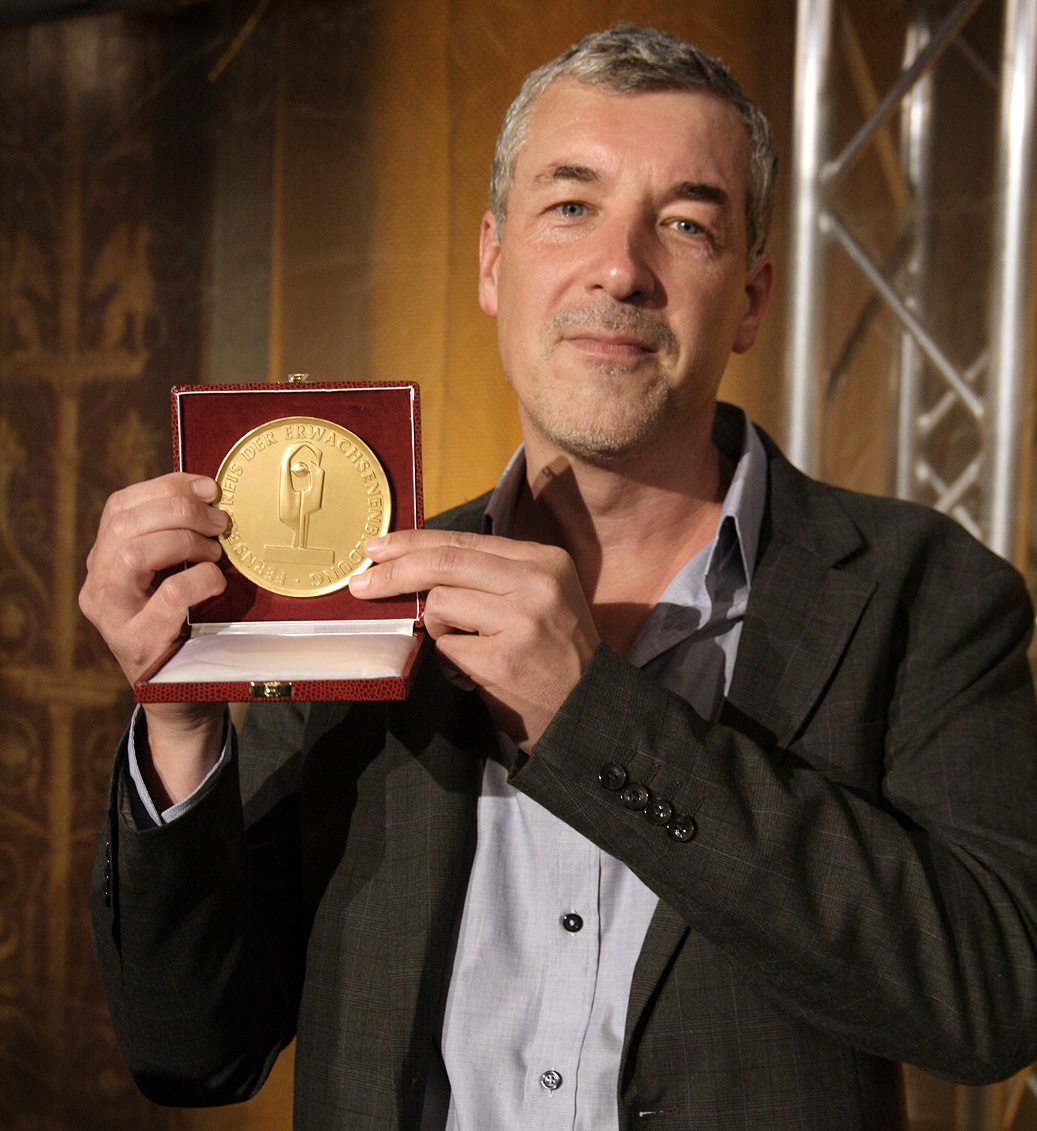
Ed Moschitz
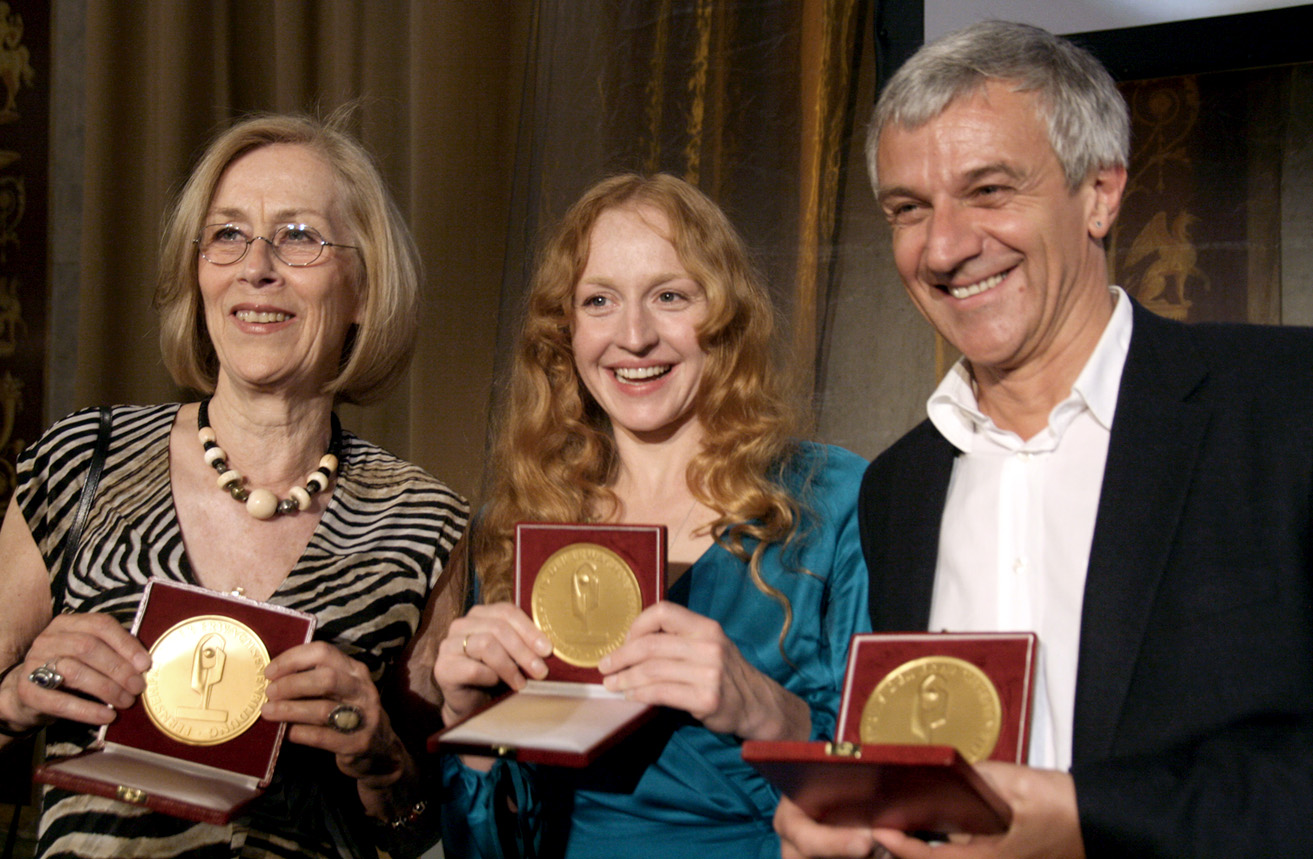
Dagmar Hirtz, Brigitte Hobmeier, Peter Probst
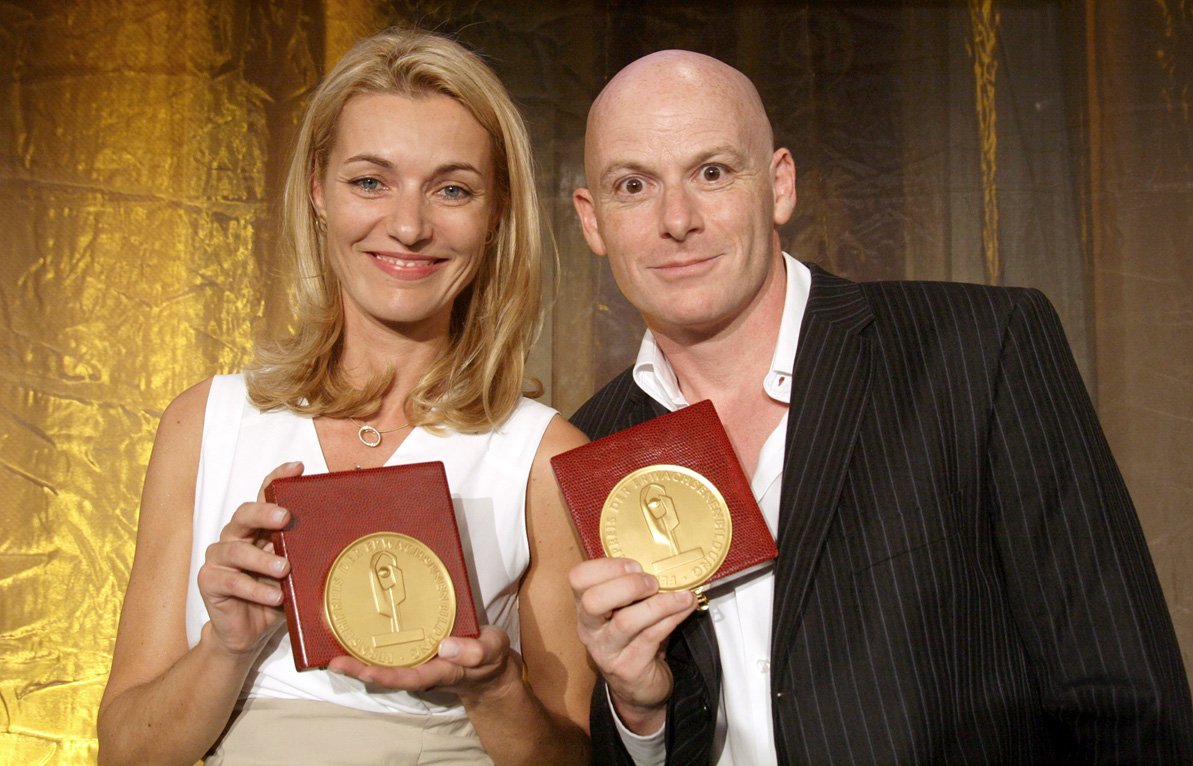
Barbara Essl und Thomas Rottenberg

### Ab 2011
- 2011
  - Dokumentation: Projekt Jugoslawien Radovan Grahovac und Matija Serdar
  - Fernsehfilm: Kebab mit Alles von ORF/Arte an Wolfgang Murnberger für die Regie und Drehbuchbearbeitung, Tac Romey und Don Schubert für das Drehbuch sowie an Rupert Henning für die Drehbuchbearbeitung.
  - Sendereihe: dok.film im ORF mit der Redaktionsleitung Franz Grabner

- 2012
  - Dokumentation: Familie andersrum – Homosexuelle mit Kind aus der Sendereihe „Kreuz und Quer“ an Thomas Grusch und Dr.in Elisabeth Krimbacher, Sender: ORF
  - Fernsehfilm: So wie du bist an Uli Brée und Wolfgang Murnberger, Sender: ORF
  - Sendereihe: Jahrzehnte in rot-weiß-rot aus der Reihe „Menschen & Mächte“ an Robert Gokl, Peter Liska, Andreas Novak und Wolfgang Stickler, Sender: ORF

- 2013
  - Dokumentation: Sag mir, wo die Mädchen sind aus der Sendereihe „Kreuz und Quer“ an Christian Rathner, Sender: ORF
  - Fernsehfilm: Die Auslöschung an Nikolaus Leytner und Agnes Pluch, Sender: ORF
  - Sendereihe: Zitronenwasser an Martin Habacher und Ernst Spiessberger, Sender: Okto

- 2014
  - Dokumentation: Iovana Gaspar für Dui Rroma
  - Fernsehfilm: Andreas Prochaska, Martin Ambrosch für Das Attentat – Sarajevo 1914
  - Sendereihe: für die Redaktionsleitung TM Wissen (Okto) Markus Mooslechner, für die Gestaltung TM Wissen (Okto) Robert W. K. Styblo[2]

- 2015
  - Dokumentation: Susanne Schwarzer und Karoline Thaler für Vergesst uns nicht (ORF-Kulturmontag)
  - Fernsehfilm: Andreas Prochaska, Stefan Hafner und Thomas Weingartner für den ORF-Landkrimi – Wenn du wüsstest, wie schön es hier ist
  - Sendereihe: Redaktionsleiter Christoph Guggenberger für das ORF-Religionsmagazin kreuz und quer [3]

- 2016
  - Dokumentation: Peter Liska für Der Schnee von morgen (Menschen & Mächte)[4]
  - Fernsehfilm: Nikolaus Leytner und Agnes Pluch für Die Kinder der Villa Emma
  - Sendereihe: Andreas Novak für Menschen & Mächte

- 2017
  - Dokumentation: Christoph Feurstein und Oliver Rubenthaler für die Thema-Reportage Hass im Internet [5]
  - Fernsehfilm: Wolfgang Murnberger und Dorothee Schön für Kästner und der kleine Dienstag
  - Sendereihe: Heidi Lackner für Am Schauplatz

- 2018
  - Dokumentation: Robert Pöcksteiner für Momentaufnahmen. Die Kinder von Zaatari (ORF-Reihe dokFilm)[6]
  - Fernsehfilm: Urs Egger (Regie), Thomas Reider (Drehbuch) und Klaus Lintschinger (Redaktion) für Das Wunder von Wörgl
  - Sendereihe: Christa Hofmann stellvertretend für die gesamte Redaktion für Weltjournal

- 2019
  - Dokumentation: Robert Gokl  für Menschen & Mächte: Auf Wiedersehen, Mama! Auf Wiedersehen, Papa![7][8]
  - Fernsehfilm: Gabriela Zerhau (Regie) und Julia Sengstschmid (Redaktion) für Ein Dorf wehrt sich
  - Sendereihe: Manfred Neubacher für Ich, Bauer (ServusTV)
  - Diskussion und Talk: Martin Wassermair für Der Stachel im Fleisch – Politikgespräche mit Vorwärtsdrang (Dorf TV)

- 2020
  - Dokumentation: Lisa Gadenstätter für Dok 1 Spezial: Sind wir Rassisten? Der Test[9][10]
  - Fernsehfilm: Mirjam Unger (Regie), Eva Testor (Kamera, Drehbuch), Gabriele Kranzelbinder und Barbara Pichler (Produktion), Klaus Lintschinger (Redaktion) für Das Mädchen aus dem Bergsee
  - Sendereihe: Sendungsverantwortliche Irina Oberguggenberger für Fannys Friday
  - Talk: Okto-Sendung Gebärdensprache der inklusiven Reihe Perspektivenwechsel von Antina Zlatkova und Thomas Lindermayer

### Ab 2021
- 2021
  - Dokumentation:[11][12]
    - Emanuel Liedl für Am Schauplatz: Ein Land, zwei Welten – Eine Reportage zwischen Intensivstation und Anti-Corona-Partei
    - Gustav W. Trampitsch für die kulturMontag-Doku H.C. Artmann – Freibeuter der Sprache

  - Sendereihe: Christian Hager für Hitlers österreichische Helfer – Die Gauleiter der Ostmark der ORF III-Sendereihe zeit.geschichte
  - Fernsehfilm: Catalina Molina (Regie), Sarah Wassermair (Drehbuch), Klaus Lintschinger (Redaktion) für Flammenmädchen
  - Diskussionssendungen/Talkformate: 
    - Helmut Tatzreiter und Irene Klissenbauer für kreuz und quer gedacht aus dem Stift Admont zum Thema Gerechtigkeit
    - Florian Gebauer und Jennifer Rezny für Speisen wie die Götter – Ein himmlisches Kochduell aus der ORF-Reihe kreuz und quer

- 2022[13]
  - Dokumentation: Julia Kovarik für Am Schauplatz: Niemand soll es wissen
  - Fernsehfilm: Schrille Nacht, Golden Girls Filmproduktion, Autoren: Sarah Wassermair, Aleksandar Petrović, Faris Rahoma, Arman T. Riahi, Maria Hinterkörner, Mischa Zickler, Kathrin Resetarits und Pia Hierzegger, Regie: Mirjam Unger, Arash T. Riahi und Arman T. Riahi, ORF-Redaktion: Katharina Schenk, Susanne Spellitz, Sabine Weber, Julia Sengstschmid, Bernhard Natschläger
  - Sendereihe: Ernst Tradinik für die ServusTV-Reihe NA (JA) GENAU.

- 2023[14]
  - Diskussionssendungen und Talkformate: Warum engagierst Du Dich für die Bodypositivity-Bewegung, Ina Holub? von Juliane Ahrer, Monika Jungwirth, Raphael Mikl und Sheila Poor (What the Fem?/W24)
  - Dokumentation: Wo Himmel und Erde sich treffen von Andreas Gruber (ORF 2)
  - Fernsehfilm, inklusive Serien, Fiction, Doku-Fiction und Edutainment: Common Ground von Sonja Aufreiter und Nevo Caplan (Okto TV)
  - Sendungsformate, Sendereihen: Patrice Fuchs und Ernst Pohn für Zwischen Lüge und Wahrheit (ORF 2)